# Napomyza minutissima
Napomyza minutissima är en tvåvingeart som beskrevs av Zlobin 1994. Napomyza minutissima ingår i släktet Napomyza och familjen minerarflugor. Inga underarter finns listade i Catalogue of Life.